# Aeginura
Genre
Aeginura est un genre de narcoméduses (hydrozoaires) de la famille des Aeginidae.

## Liste d'espèces
Selon World Register of Marine Species (29 mars 2016), Aeginura comprend les espèces suivantes :
- Aeginura beebei Bigelow, 1940
- Aeginura grimaldii Maas, 1904